# Mitversicherung
Eine Mitversicherung ist die Beteiligung mehrerer Versicherungsunternehmen an der Versicherung desselben Risikos. Üblich ist diese Form der Versicherung bei der Abdeckung von großen Risiken, hauptsächlich im Industriebereich.
Dabei werden mehrere rechtlich selbständige Verträge in einer Versicherungspolice zusammengefasst. Jedes Versicherungsunternehmen haftet nur für seinen Anteil an der Gesamtversicherungssumme, es besteht also keine Gesamtschuldnerschaft.
In der Regel wird ein Versicherungsunternehmen als "Führender" bezeichnet. Der "Führende" führt den Schriftverkehr mit dem Versicherungsnehmer, zieht die Versicherungsprämien für sich und seine Mitversicherer ein und reguliert etwaige Schäden. Dafür zahlen die Mitversicherer dem Führenden, je nach Absprache eine Provision, die sogenannte Führungsprovision oder Kostenprämie.
Mitversicherung kann in die übliche Form einer offenen sowie einer verdeckten oder stillen Mitversicherung unterschieden werden. Letztere kommt einem Versicherungspool (z. B. sog. "Luftfahrtpool", "Atompool" oder "Pharmapool") ähnlich, ist jedoch nicht das Gleiche.
Jedes Versicherungsunternehmen gilt gegenüber dem Versicherungsnehmer als Erstversicherer und ist damit direkter Vertragspartner (im Gegensatz zur Rückversicherung, wo nur der Erstversicherer einen Vertrag mit dem Rückversicherer geschlossen hat und somit auch nur dieser Ansprüche geltend machen kann).